# Église Saint-Blaise du Cloître-Pleyben
Pour les articles homonymes, voir Saint-Blaise.
L'église paroissiale Saint-Blaise du Cloître-Pleyben est une église rurale datant de la Renaissance bretonne.

## L'église

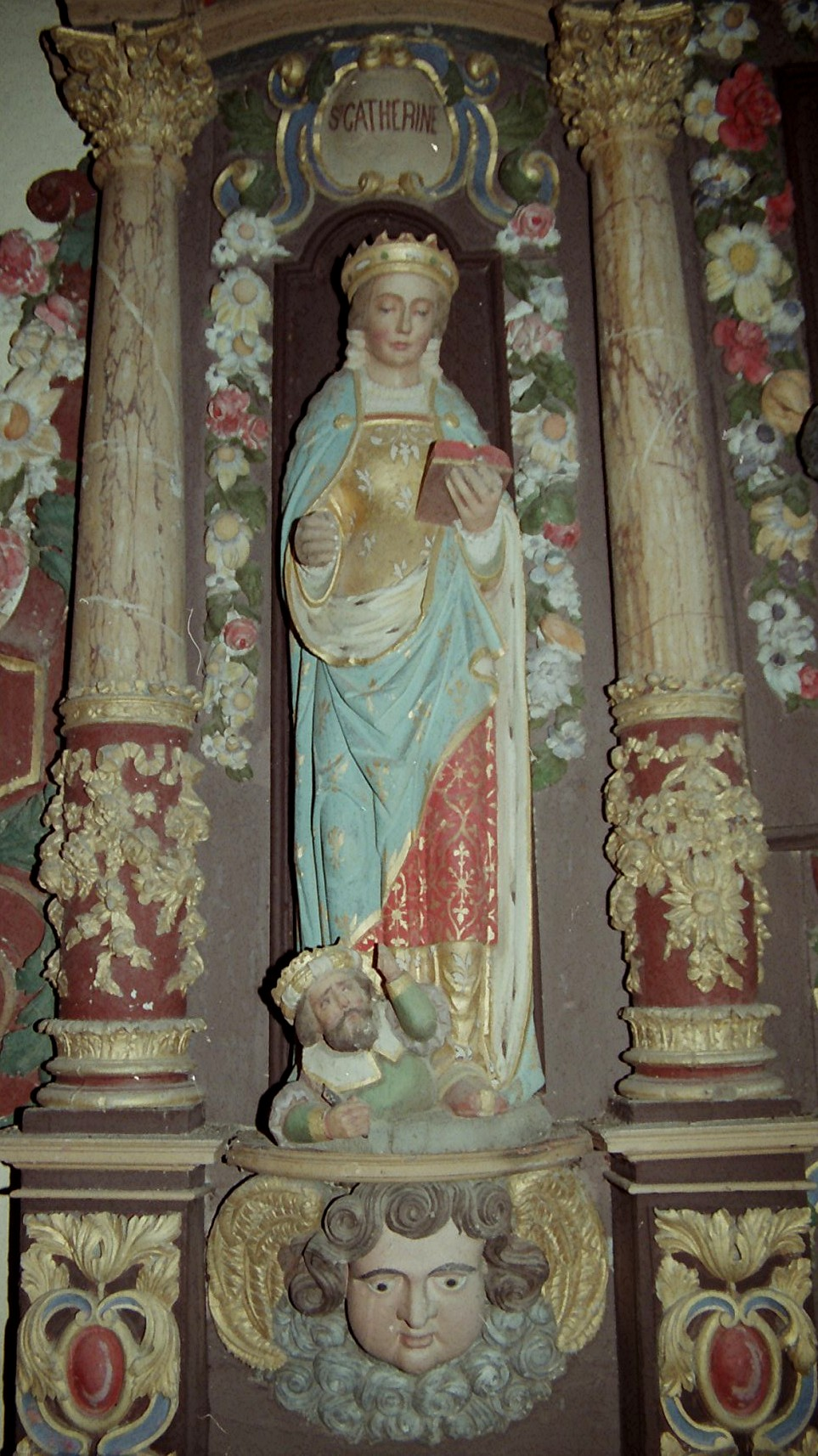
Sainte Catherine

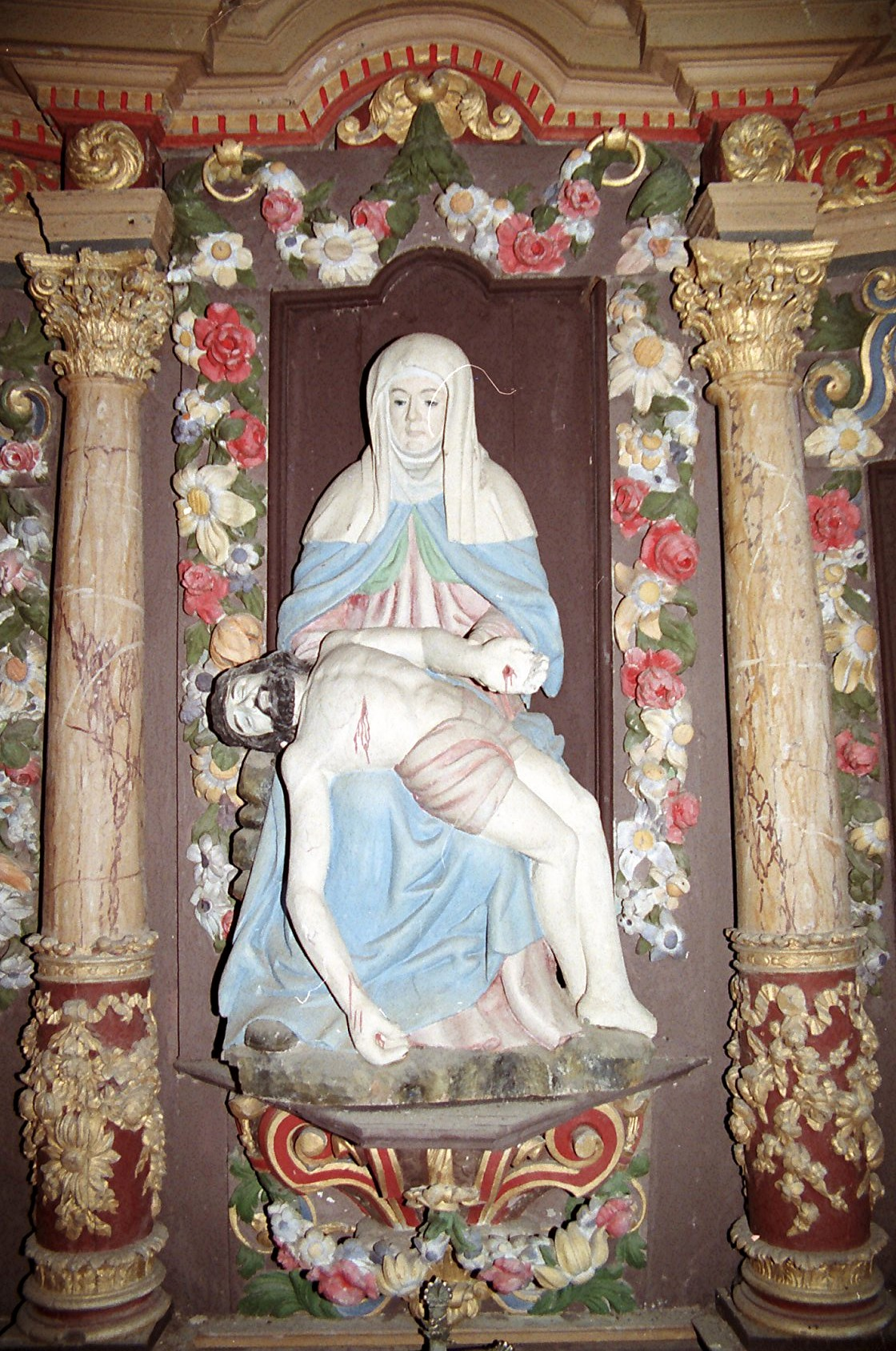
Piéta

Placée sous la dédicace de saint Blaise, elle possède une nef à quatre travées. Elle se distingue essentiellement par l’élégance de son clocher à galerie à balustres daté de 1538, auquel est accolée une tourelle de très belle facture. Le maître-autel et les retables datent de 1670 environ et le bénitier en bronze de 1677.
Cette église qui, d’après Couffon, pourrait avoir été construite dès 1538, contient quelques éléments de valeur dont :
- le confessionnal daté de 1770.
- les retables de Notre-Dame de Lorette et de Notre-Dame de Pitié.
- la statuaire ancienne dont le groupe de saint Yves, saint Michel terrassant le dragon, sainte Catherine, saint Paul, saint Jean-Baptiste, saint Blaise (patron de la paroisse) et la Vierge Marie.
- le remarquable calvaire du XVIe siècle.